# Japanese Academy Award/Bestes Drehbuch
Seit der ersten Verleihung 1978 werden bei den Japanese Academy Awards die besten Regisseure in der Kategorie Bestes Drehbuch (japanisch 最優秀脚本賞 sai yūshū kyakuhon shō) geehrt.
Die Filme sind nach dem Jahr der Verleihung aufgeführt.

## Preisträger und Nominierte

### 1978–1979
| Jahr | Preisträger   | für den Film                | Nominierungen |
| 1978 | Yōji Yamada   | Shiawase no kiiroi hankachi | Kaneto Shindō für Aus dem Leben Chikuzans Shinobu Hashimoto für Hakkodasan und Yatsu haka-mura Keiji Hasebe und Masahiro Shinoda für Melodie in Grau Kōji Takada für Yakuza senso: Nihon no Don, Nippon no don: Yabohen, Hokuriku dairi senso und Nishijin Sinju |
| 1979 | Kaneto Shindō | Mordprozess Hiorshi Ueda    | Kyohei Nakaoka und Toshiya Fujita für Kaerazaru hibi Masato Ide für Kichiku und Dainamaito dondon Shūji Terayama für Sādo Kinji Fukasaku, Tatsuo Nogami und Hirō Matsuda für Im Schatten des Shogun                                                              |

### 1980–1989
| Jahr | Preisträger                     | für den Film                                                                     | Nominierungen |
| 1980 | Masaru Baba                     | Fukushū suruwa wareniari                                                         | Kei Hattori für Ah! Nomugi toge Haruhiko Arai für Akai kami no onna und Kamisamaga kureta akanbō Kaneto Shindō für Haitatsu sarenai santsu no tegami und Kōsatsu Keisuke Kinoshita für Shodo satsujin: Musuko yo                                                         |
| 1981 | Yōji Yamada und Yoshitaka Asama | Haruka naru yama no yobigoe und Otoko wa tsurai yo: Torajiro haibisukasu no hana | Kazuo Kasahara für 203 kochi Yōzō Tanaka für Zigeunerweisen und Onna no hosomichi: nureta kaikyo |
| 1982 | So Kuramoto                     | Eki Station                                                                      | Takako Shigemori für Schmutziger Fluß Haruhiko Arai für Enrai und A! Onnatachi: waika Yōzō Tanaka für Kageroza, Rabureta, Shikake-nin Baian und Jokyoshi – Yogoreta houkago Ryuzo Kikushima für Nihon no atsui hibi bōsatsu: Shimoyama jiken                             |
| 1983 | Kōhei Tsuka                     | Die Todestreppe                                                                  | Kazuo Kasahara für Dai Nippon teikoku Yoshitarō Nomura und Motomu Furuta für Verdacht Kōji Takada für Kirūin Hanako no shōgai und Seishun no mon: Jiritsu hen Hirō Matsuda für Yūkai hōdō                                                                                |
| 1984 | Kōji Takada                     | Yokiro                                                                           | Yōzō Tanaka für Gyoei no mure Yasuko Ono für Izakaya Chōji Yoshimitsu Morita für Kazoku gēmu Shōhei Imamura für Die Ballade von Narayama |
| 1985 | Juzo Itami                      | Beerdigungszeremonie                                                             | Shōji Kaneko und Tōru Kawashima für Chi-n-pi-ra Shinichirō Sawai und Makoto Wada für Mahjong hōrōki Takeshi Tamura für MacArthurs Kinder Akira Hayasaka für Tengoku no eki und Kūkai                                                                                     |
| 1986 | Hirō Matsuda                    | Hana ichimonme                                                                   | Haruhiko Arai für Hitohira no yuki Kōji Takada für Kai und Haru no kane Tomomi Tsutsui für Sorekara Haruhiko Arai und Shinichirō Sawai für W no higeki |
| 1987 | Fumio Konami und Kinji Fukasaku | Kataku no hito                                                                   | Hisashi Inoue, Taichi Yamada, Yoshitaka Asama und Yōji Yamada für Das Mädchen im Atelier Keisuke Kinoshita für Shin yorokobimo kanashimimo ikutoshitsuki So Kuramoto für Tokei – Adieu l'hiver Yoshimitsu Morita für Uhohho tankentai und Sorobanzuku                    |
| 1988 | Juzo Itami                      | Die Steuerfahnderin                                                              | Shōji Kaneko und Goro Hanawa für Chōchin Kaneto Shindō für Hachiko Monogatari Kazuki Omori für Koisuru onnatachi und Totto Channel Machiko Nasu für Wakarenu riyu |
| 1989 | Shinichi Ichikawa               | Ijintachi tono natsu                                                             | Yoshimitsu Morita für Bakayarō!: Watashi okkote masu Yōji Yamada und Yoshitaka Asama für Hoffnung und Schmerz, Otoko wa tsurai yo: Torajiro monogatari und Tsubaki Hime Kinji Fukasaku, Fumio Konami und Tomomi Tsutsui für Hana no ran Juzo Itami für Marusa no onna II |

### 1990–1999
| Jahr | Preisträger                       | für den Film                                    | Nominierungen |
| 1990 | Shōhei Imamura und Toshirō Ishido | Schwarzer Regen                                 | Tsutomu Paul Nakamura für A un Hiroshi Teshigahara und Genpei Akasegawa für Rikyu, der Teemeister Yoshikata Yoda für Der Tod eines Teemeisters Hirō Matsuda für Shaso |
| 1991 | Taichi Yamada                     | Shonen jidai                                    | Juzo Itami für A-ge-man Nobuyuki Isshiki für Byōin e ikō Hiroaki Jinno für Sakura no sono Kōhei Oguri für Stachel des Todes |
| 1992 | Kihachi Okamoto                   | Daiyukai                                        | Takeshi Kitano für Das Meer war ruhig Akira Kurosawa für Rhapsodie im August Toshiharu Maruuchi für Muno no hito Yoshitaka Asama und Yōji Yamada für Otoko wa tsurai yo: Torajiro no kokuhaku und Liebe braucht keine Worte                                                        |
| 1993 | Masayuki Suo                      | Lust auf Sumo                                   | Shoichi Maruyama für Das Action-Massaker Juzo Itami für Die Kunst der Erpressung Shiro Ishimori für Seishun dendekedekedeke Kaneto Shindō für Toki rakujitsu und Bokuto kidan |
| 1994 | Yoshitaka Asama und Yōji Yamada   | Gakko und Otoko wa tsurai yo: Torajiro no endan | Zenzo Matsuyama für Niji no hashi und Bokyo Nobuyuki Isshiki für Sotsugyo ryoko: Nihon kara kimashita und Bokura wa minna ikiteiru Wui Sin Chong und Yoichi Sai für Wo liegt der Mond? Shinichirō Sawai, Ryoji Ito und Akira Miyazaki für Waga ai no uta – Taki Rentaro monogatari |
| 1995 | Kinji Fukasaku und Motomu Furuta  | Chushingura gaiden yotsuya kaidan               | Yōzō Tanaka für Izakaya yurei Kazuyoshi Okuyama und Yuhei Enoki für Rampo Kon Ichikawa, Kaneo Ikegami und Hiroshi Takeyama für 47 Ronin Hisashi Nozawa für Shudan-sasen |
| 1996 | Kaneto Shindō                     | Gogo no Yuigon-jo                               | Satoko Okudera für Gakkō no kaidan Akira Hayasaka für Kike wadatsumi no koe Last Friends Kōji Takada für Kura Midori Katakura, Hiroko Minagawa, Masatoshi Sakai und Masahiro Shinoda für Sharaku                                                                                   |
| 1997 | Masayuki Suo                      | Shall we dance?                                 | Yoshimitsu Morita für Haru Yōji Yamada für Gakko II Juzo Itami für Sūpah no onna Machiko Nasu für Waga kokoro no ginga tetsudo: Miyazawa Kenji monogatari |
| 1998 | Koki Mitani                       | Radio-Zeit                                      | Tomomi Tsutsui für Shitsurakuen Ryo Iwamatsu für Tokyo biyori Shōhei Imamura, Daisuke Tengan und Motofumi Tomikawa für Der Aal Tadashi Morishita für Yukai |
| 1999 | Wui Sin Chong                     | Ai o kou hito                                   | Yōji Yamada und Yoshitaka Asama für Gakko III Takeshi Kitano für Hana-Bi Daisuke Tengan und Shōhei Imamura für Dr. Akagi Ryoichi Kimizuka für Odoru daisosasen |

### 2000–2009
| Jahr | Preisträger                       | für den Film                                  | Nominierungen |
| 2000 | Yoshiki Iwama und Yasuo Furuhata  | Poppoya                                       | Sumio Omori für 39 keihō dai sanjūkyū jō Nagisa Ōshima für Tabu (Gohatto) Ryo Takasugi, Satoshi Suzuki und Mugita Kinoshita für Kin'yū fushoku rettō: Jubaku Kaneto Shindō für Omocha                                       |
| 2001 | Akira Kurosawa                    | Nach dem Regen                                | Yōji Yamada und Emiko Hiramatsu für 15-Sai: Gakko IV Kenta Fukasaku für Battle Royale Junji Sakamoto und Isamu Uno für Kao Shinichi Ichikawa für Nagasaki burabura bushi                                                    |
| 2002 | Kankurō Kudō                      | Go                                            | Hiroshi Takeyama und Yasuo Furuhata für Hotaru Koki Mitani für Minna no ie Akira Hayasaka für Sennen no koi: Hikaru Genji monogatari Shinobu Yaguchi für Waterboys                                                          |
| 2003 | Yoshitaka Asama und Yōji Yamada   | Samurai in der Dämmerung                      | Takashi Koizumi für Amida-do dayori Kankurō Kudō für Ping Pong Koki Mitani für Ryōma no tsuma to sono otto to aijin Masato Harada für Totsunyūseyo! Asama sansō jiken                                                       |
| 2004 | Tomomi Tsutsui                    | Ashura no gotoku                              | Ryoichi Kimizuka für Odoru daisosasen 2 Tomoyuki Furumaya für Robokon Masahiro Shinoda und Robert Mandy für Spy Sorge Hiroshi Saitô, Akihiko Shiota und Isshin Inudō für Yomigaeri                                          |
| 2005 | Wui Sin Chong und Yoichi Sai      | Blood & Bones                                 | Toshiyuki Tabe und Kiyoshi Sasabe für Hanochi Yoshitaka Asama und Yōji Yamada für The Hidden Blade Koki Mitani für Warai no daigaku                                                                                         |
| 2005 | Shinobu Yaguchi                   | Swing Girls                                   | Toshiyuki Tabe und Kiyoshi Sasabe für Hanochi Yoshitaka Asama und Yōji Yamada für The Hidden Blade Koki Mitani für Warai no daigaku                                                                                         |
| 2006 | Takashi Yamazaki und Ryota Kosawa | Always san-chōme no yūhi                      | Yasuo Hasegawa und Iida Kenzaburo für Bōkoku no īgisu Machiko Nasu für Kita no zeronen Kazuyuki Izutsu und Daisuke Habara für Pacchigi! Mitsuo Kurotsuchi für Semishigure                                                   |
| 2007 | Lee Sang-il und Daisuke Habara    | Hula Girls                                    | Hakaru Sunamoto und Uiko Miura für Ashita no kioku Tetsuya Nakashima für Kiraware Matsuko no Isshō Koki Mitani für The Uchōten Hotel Yōji Yamada, Emiko Hiramatsu und Ichirō Yamamoto für Love and Honor – Bushi no ichibun |
| 2008 | Suzuki Matsuo                     | Tōkyo Tower – Okan to boku to, tokidoki, oton | Takashi Yamazaki und Ryota Furusawa für Always zoku san-chōme no yūhi Ryota Furusawa für Kisaragi Kankurō Kudō für Maiko haaaan!!! Masayuki Suo für Soredemo boku wa yattenai                                               |
| 2009 | Kundô Koyama                      | Nokan – Die Kunst des Ausklangs               | Kenji Uchida für Afutâ sukûru Emiko Hiramatsu und Yôji Yamada für Kâbê Masato Kato und Masato Harada für Kuraimâzu hai Kôki Mitani für Za majikku awâ                                                                       |

### 2010–2012
| Jahr | Preisträger       | für den Film             | Nominierungen |
| 2010 | Miwa Nishikawa    | Dear Doctor              | Takuya Nishioka für Shizumanu taiyô Daisaku Kimura, Atsuo Kikuchi und Toshimasa Miyamura für Tsurugidake: Ten no ki Yôzô Tanaka für Viyon no tsuma Isshin Inudô und Kenji Nakazono für Zero no shôten                      |
| 2011 | Tetsuya Nakashima | Geständnisse             | Daisuke Tengan für 13 Assassins Yōji Yamada und Emiko Hiramatsu für Otôto Masato Kato für Kokô no mesu Shûichi Yoshida und Sang-il Lee für Akunin                                                                          |
| 2012 | Satoko Okudera    | Yôkame no semi           | Kôki Mitani für Sutekina kanashibari Junji Sakamoto und Haruhiko Arai für Ooshikamura soudouki Yôzô Tanaka für Saigo no chuushingura Ryota Kosawa und Yasushi Sutô für Tantei wa bar ni iru                                |
| 2013 | Kenji Uchida      | Kagi Dorobō no Method    | Takeshi Aoshima für Anata e Kōhei Kiyasu und Daihachi Yoshida für Kirishima, bukatsu yamerutteyo Machiko Nasu für Kita no Kanaria Tachi Masato Harada für Waga Haha no Ki                                                  |
| 2014 | Kensaku Watanabe  | Fune o Amu               | Hirokazu Koreeda für Soshite Chichi ni Naru Izumi Takahashi und Kazuya Shiraishi für Kyōaku Kōki Mitani für Kiyosu Kaigi Yōji Yamada und Emiko Hiramatsu für Tokyo Kazoku                                                  |
| 2015 | Akihiro Dobashi   | Chōkōsoku! Sankin Koutai | Masato Katō und Teruo Abe für Fushigi na Misaki no Monogatari Kaeko Hayafune für Kami no Tsuki Takashi Yamazaki und Tamio Hayashi für Eternal Zero – Flight of No Return Yōji Yamada und Emiko Hiramatsu für Chiisai Ouchi |
| 2016 | Shin Adachi       | Hyakuen no Koi           | Eriko Komatsu für Kainan 1890 Hirokazu Koreeda für Unsere kleine Schwester Masato Harada für Nihon no Ichiban Nagai Natsu Yōji Yamada und Emiko Hiramatsu für Haha to Kuraseba                                             |